# Frank van Veenendaal
Frank van Veenendaal (* 13. September 1967 in Amsterdam) ist ein ehemaliger niederländischer Radrennfahrer.
Nach kleinen Erfolgen gewann er 1989 die 12. Etappe der Friedensfahrt. Ein Jahr später wurde er Semi-Profi in dem niederländischen Radsportteam Panasonic-Sportlife. Erst 1994 wurde van Veenendaal richtiger Profi mit der niederländischen Radsportmannschaft All Sports. Ein Jahr später, 1995, wechselte er zur belgischen Mannschaft Tönissteiner-Saxon. In diesem Jahr beendete er den professionellen Radsport. 
Frank van Veenendaal ist Vorstandsmitglied im niederländischen Radsportverband Koninklijke Nederlandsche Wielren Unie (KNWU).

## Erfolge
| Jahr | Erfolg | Erfolg            | Rennen                                  |
| ---- | ------ | ----------------- | --------------------------------------- |
| 1987 | Sieger | 3. Etappe, Teil a | Tour de Liège (Belgien)                 |
| 1988 | 2.     | 2.                | Omloop van de Glazen Stad (Niederlande) |
| 1989 | Sieger | 12. Etappe        | Friedensfahrt                           |
| 1990 | Sieger | Sieger            | Omloop Houtse Linies (Niederlande)      |
| 1991 | Sieger | Sieger            | Ronde van Overijssel (Niederlande)      |
| 1995 | Sieger | Sieger            | Circuit des Frontières (Belgien)        |

## Anmerkung
1. ↑  Tour de Liège 1987, 3. Etappe: Teil a = Etappenfahrt über 135 km, Teil b = Einzelzeitfahren über 17,5 km. → Radsportseiten